# Liste des conseillers régionaux de l'Oise
La liste des conseillers régionaux de l'Oise est actuellement composé de 21 conseillers régionaux sur les 170 élus qui composent le Conseil régional des Hauts-de-France.

## Mandature

### 2021-2028
La liste des 21 conseillers régionaux de l'Oise : 
| Identité | Identité                     | Parti | Groupe                            |
| -------- | ---------------------------- | ----- | --------------------------------- |
|          | Manoëlle Martin              | LR    | Les Républicains et apparentés    |
|          | Édouard Courtial             | LR    | Les Républicains et apparentés    |
|          | Anne-Sophie Fontaine-Barbier | LR    | Les Républicains et apparentés    |
|          | Chanez Herbanne              | DVD   | Les Républicains et apparentés    |
|          | Guy Harlé d'Ophove           | DVD   | Les Républicains et apparentés    |
|          | Jean Cauwel                  | LR    | Les Républicains et apparentés    |
|          | Martine Miquel               | DVD   | Les Républicains et apparentés    |
|          | François Deshayes            | LR    | Les Républicains et apparentés    |
|          | Denis Pype                   | LR    | Les Républicains et apparentés    |
|          | Emmanuelle Lamarque          | DVD   | Les Républicains et apparentés    |
|          | Fulvio Luzi                  | DVD   | Les Républicains et apparentés    |
|          | Daniel Leca                  | UDI   | Union centriste                   |
|          | Nathalie Lebas               | UDI   | Union centriste                   |
|          | Fatima Massau                | MoDem | MoDem, radicaux et apparentés     |
|          | Audrey Havez                 | RN    | Rassemblement national            |
|          | Michel Guiniot               | RN    | Rassemblement national            |
|          | Claire Marais-Beuil          | RN    | Rassemblement national            |
|          | Jean-Louis Soufflet          | RN    | Rassemblement national            |
|          | Marianne Seck                | LFI   | Pour le climat, pour l'emploi     |
|          | Gilles Mettai                | EÉLV  | Pour le climat, pour l'emploi     |
|          | Alexandre Ouizille           | PS    | Gauche républicaine et écologiste |